# توماس سندون
توماس سندون (انگلیسی: Thomas Sandon؛ زادهٔ تاریخ ورودی نامعتبر است) بازیکن فوتبال اهل ایتالیا است.
وی همچنین در تیم ملی فوتبال زیر ۱۹ سال ایتالیا بازی کرده‌است.